# K-Lite Codec Pack
『K-Lite Codec Pack』（ケーライトコーデックパック）は、Codec Guide が開発しているコーデックパック。DirectShow フィルター、Video for Windows  / 音声圧縮マネージャー (ACM) コーデック、ツール等が多数含まれている。インストールすることで、Windows Media Playerなどで、様々な動画や音声の形式に対応するようになる。
K-Lite Codec Packは、Basic版、Standard版、Full版、Mega版が用意されている。

## 対応フォーマット
- AVI
- MKV
- MP4
- FLV
- MPEG
- MOV
- TS、M2TS
- WMV
- RM、RMVB
- OGM
- WebM
- MP3
- FLAC
- M4A
- AAC
- OGG
- 3GP
- AMR
- APE
- MKA
- Opus
- WavPack

など

## セット内容
- DirectShow フィルター
- Video for Windows コーデック
- Audio Compression Manager コーデック
- Media Player Classic - Home Cinema
- madVR
- MediaInfo Lite
- GraphStudioNext

他多数のコーデック・ツールが含まれている

## 参照
1. ↑  “ムービー再生に必要なコーデックとプレイヤーをまとめて簡単にインストールできるフリーソフト「K-Lite Codec Pack」”. GIGAZINE (2010年9月19日). 2020年4月1日閲覧。
2. ↑  Download K-Lite Codec Pack